# Ian Hudghton

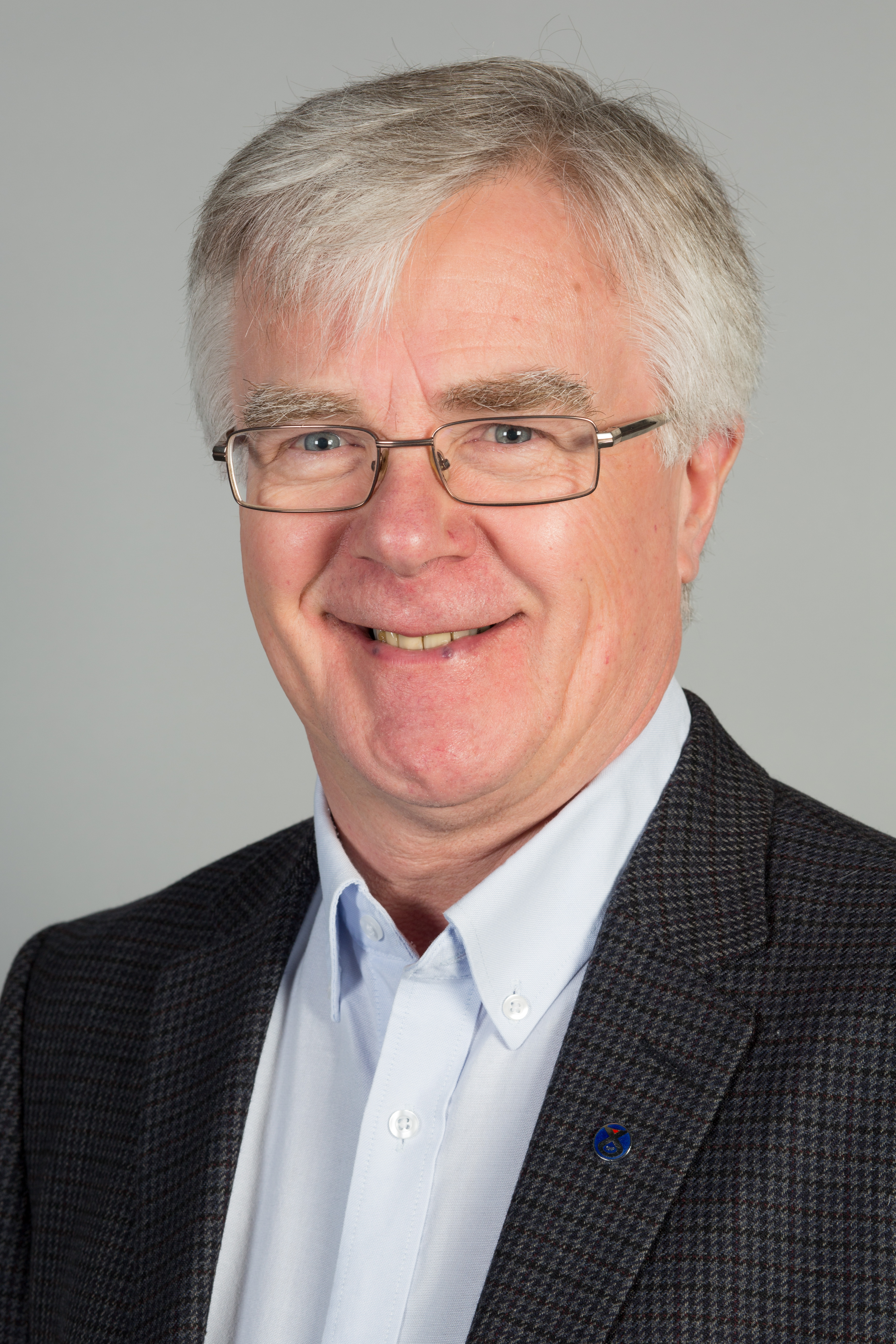
Ian Hudghton

Ian Hudghton (n. 19 septembrie 1951) este un om politic britanic, membru al Parlamentului European în perioadele 1994-1999, 1999-2004 și 2004-2009 din partea Regatului Unit.
1. ↑  Deputații în Parlamentul European